# 스타십 테크놀로지스
스타십 테크놀로지스(Starship Technologies)는  자율 배송 차량을 개발하는 에스토니아의 기업이다. 2014년에 설립된 이 회사는 캘리포니아주 샌프란시스코에 본사를 두고 있으며, 에스토니아 탈린과 핀란드 헬싱키에 엔지니어링 사업을 운영하고 있다. Starship은 영국 런던과 밀턴케인스, 그리고 독일 함부르크에도 지사를 두고 있다.
2024년 3월 기준, 스타십은 약 2억 3천만 달러의 지분 투자와 5천만 유로의 장기 대출을 유치했다.

## 같이 보기
- 배송 로봇
  - 뉴로
- 차량 자동화
  - 무인 자동차